# Emil Schumacher
 (juillet 2013).
Si vous disposez d'ouvrages ou d'articles de référence ou si vous connaissez des sites web de qualité traitant du thème abordé ici, merci de compléter l'article en donnant les références utiles à sa vérifiabilité et en les liant à la section « Notes et références ».
Pour les articles homonymes, voir Schumacher.
Emil Schumacher est un peintre allemand né le 29 août 1912 à Hagen en Prusse et mort le 4 octobre 1999 à San José, Ibiza, en Espagne. Il est cofondateur de l'art abstrait en Allemagne et l'un des principaux représentants de l'art informel.

## Biographie
En 1928, à l'âge de seize ans, Schumacher entreprend un premier voyage à Paris à bicyclette en passant par Aix-la-Chapelle et Liège (en Belgique).
Il étudie de 1932 à 1935 à Dortmund les arts graphiques.
En 1934, son exposition est interdite par le pouvoir national-socialiste. Il réalise alors des lithographies figuratives. Il refuse de s'engager dans la voie du dessin publicitaire et devient peintre indépendant.
La ville de Hagen est alors un lieu important pour la peinture avec la présence du Musée Folkwang fondé par le mécène Karl Ernst Osthaus. En 1937, Schumacher rencontre Christian Rohlfs, l'un des principaux représentants avec Emil Nolde de l’expressionnisme allemand alors interdit et devient son élève.
Pendant la guerre, Schumacher est dessinateur industriel dans une usine d'armement.
Sa carrière de peintre commence véritablement après 1945.
En 1948, il fait partie du groupe Junger Westen dans l'exposition inaugurale de Recklinghausen et prend pour thème les bombardements. Il peint alors des paysages cubistes.
En 1951, il rencontre le peintre Pierre Soulages à Paris et s'engage dans le courant de l'art informel. Il franchit le Rubicon de la peinture abstraite. Il s'intéresse à la particularité de la couleur comme telle et à son effet psychologique.
En 1955, il est invité par le marchand d'art René Drouin pour une exposition au Cercle Volney, à Paris, des Peintres et sculpteurs non figuratifs. L'inspiration dominante est le tachisme. Schumacher réalise des tableaux matériels et tridimensionnels.
En 1958, il expose à la Galerie Stadler, à Paris, des objets tactiles en fer, en plâtre, en papier mâché comme une alternative à l'abstraction géométrique de Paris. Le critique d'art Michel Tapié parle d'un "art autre". La "peinture" est tombée en discrédit.
En 1958-1960, Schumacher enseigne à Hambourg. Il devient l'une des figures les plus importantes de la scène artistique européenne et expose dans le monde entier.
Entre 1959 et 1977, il participe aux documenta 2, 3 et 6 à Cassel.
En 1961, il expose à la Biennale de Venise.
De 1966 à 1977, il est professeur à l'Académie des arts de Karlsruhe. En 1967-1968, il enseigne également à la Minneapolis School of Art.
Entre 1965 et 1980, il séjourne à plusieurs reprises à Djerba en Tunisie, où il peint un ensemble de gouaches. En 1983, il voyage au Maroc. En 1988, il se rend en Irak et expose au Saddam-Hussein Art Center à Bagdad.
En 1997, Schumacher est nommé citoyen d'honneur à l'université d'Iéna en même temps que le philosophe Hans-Georg Gadamer : un dialogue et un lien d'amitié se noue entre les deux hommes.
En 1997-1998, la Galerie nationale du Jeu de Paume à Paris réalise une rétrospective de son œuvre.
En 1999 enfin, il publie un monumental livre d'artiste avec dix-huit sérigraphies illustrant le texte de La Genèse : "Das Buch Genesis", Tel-Aviv et Jaffa, Har-el publishing, 1999. L'ouvrage a été imprimé à 120 exemplaires (100 exemplaires plus 20 exemplaires de luxe, dont toutes les planches sont signées). La technique sérigraphique employée, très évoluée, a permis de reproduire les reliefs des toiles et les couleurs, dont des noirs très profonds. Le texte de la Genèse est reproduit en hébreu et en allemand, et en regard de chaque page se trouve une sérigraphie. Ouvrage relié demi-cuir, sous étui de toile greige et coffret en bois. La dernière œuvre de l'artiste, testamentaire et prémonitoire (une illustration de la Genèse faite au seuil de la mort...) une spectaculaire réussite, un modèle de livre d'artiste, crépusculaire et puissant.
Emil Schumacher meurt en 1999 à Ibiza où il se rendait régulièrement. Le chancelier allemand Gerhard Schröder parle de "l'un des plus grands artistes du siècle".
Un musée sera entièrement consacré à Schumacher dans sa ville natale de Hagen. Il ouvrira ses portes en 2009.
Le critique d'art allemand Werner Schmalenbach définit la peinture de Schumacher par le mot de « force », comme une contradiction entre la forme et l'anti-forme, comme un combat avec la matière et la couleur.